# Vaccinium apiculatum
Vaccinium apiculatum är en ljungväxtart som beskrevs av Herman Otto Sleumer. Vaccinium apiculatum ingår i Blåbärssläktet, och familjen ljungväxter. Inga underarter finns listade i Catalogue of Life.